# Hydrovatus rocchii
Hydrovatus rocchii är en skalbaggsart som beskrevs av Olof Biström 1997. Hydrovatus rocchii ingår i släktet Hydrovatus och familjen dykare. Inga underarter finns listade i Catalogue of Life.